# Tore Kurlberg
Tore Sven Kurlberg, född 12 maj 1916 i Skärhamn, död 3 maj 1998 i Skärhamn, var en svensk målare.
Han utbildade sig först till yrkesmålare och var i lära hos målarmästare Gustav Ström i Skärhamn. Med honom fick han vara med om intressanta målningsarbeten, bland annat restaureringen av Svenneby kyrka och målning av fyren Pater Noster. Men hans intresse för konst fick honom till att studera en tid vid Billströmska folkhögskolan på Tjörn innan han studerade konst för Nils Wedel och Albert Eldh vid Slöjdföreningens skola i Göteborg 1938-1942 och för Nils Nilsson och Endre Nemes vid Valands målarskola 1942-1947 samt under studieresor till Sydeuropa och vid Académie Julian Paris. Separat debuterade han med en utställning på God Konst i Göteborg i slutet av fyrtiotalet. Han medverkade i samlingsutställningar med olika grupperingar av Göteborgskonstnärer runt om i landet. Separat ställde han ut på Färg och Form och på Modern konst i hemmiljö i Stockholm. I slutet av 1960-talet fick han idén till Tjörnmålarnas varje sommar återkommande utställning, dessa utställningar pågick från 1970 till 1996. När han avled efterlämnade han mer än sex hundra målningar, hans totala produktion utgjorde cirka åtta hundra målningar, vilket innebär att han under sin livstid sålde mindre än en fjärdedel av sin produktion. Att han inte sålde mer berodde helt enkelt på att han inte hade något behov av att ställa ut för att bli känd och bekräftad och de försäljningar som kom till stånd skedde i allmänhet på köparens initiativ eller genom förmedling av någon bekant. Av de målningar han efterlämnade har hans hustru Märta donerat trehundra stycken till Tore och Märta Kurlbergs Minnesfond. Stiftelsen har till ändamål att med göra Kurlberg och hans konst känd för den konstintresserade allmänheten. Hans konst består av landskap, stilleben och figurmotiv i olja. En minnesutställning med Kurlbergs konst visades på Wågermanska konsthallen 2002.  